# Ángel de Tomás Aguirre
Ángel de Tomás Aguirre, también conocido como Aguirre, (Irún, 1 de marzo de 1933 - Granollers, 6 de abril de 2018) fue un futbolista español retirado que jugaba como centrocampista, se formó futbolísticamente en Cataluña.

## Trayectoria
Vasco de nacimiento, se trasladó muy joven a Granollers con su familia. Fue en esta ciudad donde se formó como futbolista, empezando a destacar en el club catalán Esport Club Granollers, equipo en el que jugó durante cuatro temporadas. En 1954 fue fichado por el RCD Espanyol, que inmediatamente lo cedió al CE Sabadell, donde jugó durante cuatro temporadas, todas ellas en Segunda, donde jugó 89 partidos de liga en los que marcó 30 goles. Durante la temporada 1957-58 regresó al Espanyol, donde permaneció hasta 1961, habiendo disputado 61 partidos en primera división, y 10 partidos de Copa. La temporada 1961-62 fue traspasado al CD Tenerife, pero la siguiente decidió volver a casa, fichando por el CE Europa. Falleció en Granollers el 6 de abril de 2018.

## Clubes
| Periodo   | Club                 | País   | Partidos | Goles |
| 1950-1954 | EC Granollers        | España | -        | -     |
| 1954-1961 | RCD Espanyol         | España | 61       | 3     |
| 1954-1958 | CE Sabadell (cedido) | España | 89       | 30    |
| 1961-1962 | CD Tenerife          | España | 13       | 1     |
| 1962-1963 | CE Europa            | España | -        | -     |